# Soedjatmoko
Soedjatmoko (geboren Soedjatmoko Mangoendiningrat, Sawahlunto, 10 januari 1922 – Jogjakarta, 21 december 1989) was een Indonesische diplomaat, politicus en wetenschapper.
In de jaren veertig was hij actief in de Indonesische strijd voor onafhankelijkheid van Nederland.
Soedjatmoko schreef diverse boeken, onder meer over de relatie tussen vrijheid en economische ontwikkeling.